# Сайдел, Эрик
Эрик Сайдел (англ. Erik Seidel; род. 6 ноября 1959, Нью-Йорк, Нью-Йорк) — профессиональный игрок в покер. Обладатель девяти браслетов Мировой серии покера, победитель турнира Мирового тура покера. Член Зала славы покера с 2010 года.

## Карьера
До того как начать карьеру в покере, Эрик Сайдел на протяжении восьми лет играл в нарды. Первым большим турниром Сайдела стал главный турнир WSOP 1988 года, на котором он дошел до финала, уступив только Джонни Чэну. Первый браслет Эрик выиграл в 1992 году на турнире по лимитированному холдему с бай-ином 2500 долларов. В 2008 году он также выиграл свой первый титул на турнирах Мирового тура.
Также в активе Сайдела второе место на чемпионате Австралии по покеру в 2008 году, более известному как «Осси Миллионс». В финале этого турнира он проиграл россиянину Александру Кострицыну.
19 октября 2010 года было официально объявлено о включении Сайдела в Зал покерной славы. Церемония прошла 8 ноября 2010 в Лас-Вегасе.
В 2011 году Эрик Сайдел выиграл международный чемпионат по покеру «один-на-один» (National Heads Up Poker Championship 2011).
Свой девятый браслет игрок выиграл онлайн в серии GG WSOP ONLINE 2021 — чемпионат второй год подряд проводился в сети GGPoker из-за ограничений, связанных с пандемией Covid-19.
Сумма призовых Сайдела в настоящее время[когда?] достигла 34,4 млн долларов.